# Mirosław Siedler
Mirosław Siedler (ur. 2 stycznia 1961 w Olsztynie) – polski aktor teatralny i filmowy, prezenter telewizyjny, dyrektor instytucji kultury.

## Życiorys
W 1983 ukończył studia na Wydziale Aktorskim Państwowej Wyższej Szkole Filmowej, Telewizyjnej i Teatralnej w Łodzi.
W 1982 zadebiutował w teatrze, był aktorem łódzkich placówek: Teatru Nowego (1983–1987, 1995–1996), Teatru Powszechnego (1987–1995) oraz Teatru im. Stefana Jaracza (1996–1997). Później związany z Teatrem im Aleksandra Sewruka w Elblągu, którym kierował od 2003 do 2023.
Prowadził teleturnieje Duety do mety w TVP2 oraz Chciwość, czyli żądza pieniądza w Polsacie.
W 2024 powierzono mu pełnienie obowiązków dyrektora Muzeum Archeologiczno-Historycznego w Elblągu; w 2025 został dyrektorem tej placówki.

## Odznaczenia
W 2007 został odznaczony Brązowym Medalem „Zasłużony Kulturze Gloria Artis”. W 2014 otrzymał Srebrny Krzyż Zasługi.

## Filmografia
- 1980: Kłusownik jako mastalerz
- 1981: Kłamczucha jako chłopak grający w przedstawieniu
- 1981: Przypadek jako syn dziekana, działacz opozycyjny
- 1981: Krótki dzień pracy jako działacz KOR
- 1983: Wierna rzeka jako powstaniec
- 1985: Republika Ostrowska jako Gabriel Niemojewski
- 1986: Republika nadziei jako Gabriel Niemojewski
- 1987: Komediantka jako kelner w Tivoli
- 1988: Rodzina Kanderów jako Mietek Kandera
- 1988: Powrót do Polski jako oficer w sztabie niemieckim
- 1989: Porno jako chłopak Ani
- 1989: Gdańsk 39 jako chorąży Jan Gryczman
- 1990: Marie Curie, une femme honorable jako gość u Kowarskich
- 1993: Rozmowa z człowiekiem z szafy jako trener w ośrodku
- 1997: Klan jako doktor Ireneusz Walczak
- 1998: Ekstradycja 3 jako pilot awionetki
- 2000: Słoneczna włócznia jako ojciec Matyldy
- 2004: M jak miłość jako lekarz pogotowia
- 2004: Stacyjka jako kierowca przewodniczącej Krajowej Rady Radiofonii i Telewizji
- 2017: W rytmie serca jako Walewski
- 2023: Korona królów. Jagiellonowie jako dominikanin